# Hüftarthroskopie
Die Hüftarthroskopie ist ein Verfahren, das zur minimalinvasiven Untersuchung und zur operativen Behandlung von Erkrankungen des Hüftgelenks dient.

## Geschichte
Bereits 1977 wurde über den Einsatz der Arthroskopie der Hüfte bei dem Abrutschen der Epiphyse (Epiphyseolysis capitis femoris) berichtet. Die notwendigen Kräfte (ca. 300 bis 500 Newton), die zur Hüftarthroskopie notwendig sind, wurden bereits 1986 beschrieben.

## Anatomie
Schwierigkeiten bei der Hüftarthroskopie im Gegensatz zur Kniearthroskopie entstehen aus den anatomischen Besonderheiten des Hüftgelenks. Bei dem Hüftgelenk handelt es sich im Gegensatz zum Kniegelenk um ein Kugelgelenk. Die wichtigen außerhalb des Gelenks liegenden Strukturen sind
- ventral: der Nervus cutaneus lateralis, der Nervus femoralis, die Arteria femoralis und die Vena femoralis
- dorsal liegen der Ischiasnerv (Nervus ischiadicus) sowie der Nervus gluteus inferior

diese Strukturen können bei der Arthroskopie verletzt werden.

## Lagerung und Zugang
Es gibt zwei Arten der Lagerung, die Seitenlage und die Rückenlage des Patienten. Unabhängig von der Lagerung muss ein Zug auf das Bein ausgeführt werden. Einen Zentimeter sollte das Femur zurückgezogen werden und das Bein wird abduziert.
Mögliche Zugänge sind anterior, anterolateral und posteolateral. Für die lateralen Zugänge dient der Trochanter major als Bezugspunkt. Bei dem anterioren Zugang, der auf dem Schnittpunkt einer Sagitallinie von der Spina iliaca anterior superior und einer Transversallinie über den superioren Rand der Trochanter major liegt, kann der Nervus cutaneus lateralis verletzt werden.

## Indikationen
Ausgewählte Indikationen zur Hüftarthroskopie (nach)
- femoro-acetabuläres Impingement
- beginnende Hüftgelenksarthrose
- freie Gelenkkörper
- Verletzungen des Labrum acetabulare (Gelenklippe)
- Verletzung des Ligamentum capitis femoris (Kopfband)
- Knorpelschäden
- unklare Schmerzen des Hüftgelenkes
- inneres Hüftschnappen (Coxa saltans interna)
- Erkrankungen der Gelenkschleimhaut
- Infektion des Hüftgelenkes

## Komplikationen
Durch den Arzt hervorgerufene Knorpelschäden, Verletzungen von Gefäßen und Nerven und durch den Zug am Bein. Auch kann es zu iatrogenen (vom Arzt hervorgerufenen) Knorpelverletzungen kommen. Nervenläsionen, hierbei ist vor allem die Verletzung des Nervus ischiadicus und des Nervus cutaneus femoris lateralis zu nennen, sind zuallermeist nur vorübergehend und innerhalb weniger Wochen reversibel. Die Häufigkeit, mit der dieser Eingriff durchgeführt wird, und damit die Erfahrung des Operateurs, minimiert die Risiken des Eingriffs außerdem.
In einer Fallserie an sechzig Patienten, die von erfahrenen Orthopäden in San Francisco operiert wurden, fanden sich in 58 % intraoperative Ischiasnerv-Dysfunktionen bei der Messung evozierter Potentiale, bei 7 % (vier Patienten) bestand auch nach der Operation eine klinisch relevante Ischias-Nervenläsion, die sich aber bei allen Patienten kurz- bis mittelfristig zurückbildete und in keinem Fall bleibende Schäden verursachte. Eine Nervenveränderung trat insbesondere bei höherem Traktionsgewicht auf und war weniger von der Traktionszeit abhängig.